# Obiageli Olorunsola
Obigeli Olorunsola, née le 11 mai 1962, est une joueuse nigériane de badminton.

## Carrière
Elle est médaillée d'or en simple femmes, en double femmes avec Olamide Toyin Adebayo et en double mixte avec Kayode Akinsanya lors des Championnats d'Afrique de badminton 1996.